# Долгий путь
«Долгий путь» — первый художественный фильм советских режиссёров Валентина Невзорова и Леонида Гайдая (цветной). Снят по мотивам сибирских рассказов Владимира Короленко «Ат-Даван» и «Чудная». 
Несмотря на то, что сюжет фильма был вовсе не комедийный, Михаил Ромм разглядел в молодом режиссёре Леониде Гайдае талант комедиографа и посоветовал ему работать в этом направлении.

## Сюжет
Станционный смотритель Кругликов был сослан в глухой сибирский посёлок много лет назад за то, что стрелял в своего начальника, генерала, потребовавшего, чтобы он поехал вместе с ним в качестве свата к любимой девушке Кругликова — Рае. На станцию привозят политическую ссыльную. Ею оказывается Рая. Несколько минут были бывшие жених и невеста рядом, а затем её снова повезли по этапу.

## В ролях
- Сергей Яковлев — Василий Кругликов
- Кюнна Игнатова — Раиса Федосеева
- Леонид Губанов — Дмитрий Орестович, студент-репетитор
- Владимир Белокуров — Аристарх Илларионович Латкин, статский советник
- Никифор Колофидин — Спиридон Кругликов, отец Василия
- Александр Антонов — Павел Григорьевич Федосеев, отец Раисы
- Георгий Бударов — Михаил Иванович Копыленков, купец
- Владимир Покровский — проезжий
- Иван Рыжов — жандарм
- Аполлон Ячницкий — Арабин, курьер Иркутского генерал-губернаторства

Не указанные в титрах
- Александра Денисова — мать Василия[1]
- Евгений Кудряшёв — ямщик
- Евгений Зиновьев — жандарм
- Матвей Лобанов — певец-олонхосут
- Екатерина Мазурова — мать Раисы
- Елена Малукова — Марфа, кухарка на станции

## Съёмочная группа
- Автор сценария — Борис Бродский, Михаил Ромм
- Режиссёры-постановщики — Валентин Невзоров, Леонид Гайдай
- Оператор-постановщик — Сергей Полуянов
- Художник-постановщик — Алексей Уткин
- Композитор — Юрий Бирюков
- Звукооператор — Евгения Индлина
- Монтаж — Ева Ладыженская
- Редактор — Марианна Рооз
- Директор картины — Дмитрий Залбштейн